# Cleto
Cleto Cleto (Petramala dans le dialecte local) est une ville de la province de Cosenza, dans la région de Calabre, en Italie.

## Géographie
La ville est située à une altitude d'environ 200 m, au pied du mont Saint-Ange, à quelques kilomètres de la mer Tyrrhénienne. La situation dans les collines implique un climat très sec avec des étés chauds et des hivers doux. La végétation est typique du bassin Méditerranéen, la région est complètement recouverte d'oliviers et de la région de la rivière de Savuto oranges et les citrons. La production de pétrole est l'une des bases de l'économie locale, en plus du tourisme et de l'agriculture en général. Il y a aussi de nombreux plats et des produits locaux. D'un grand intérêt est la faune de la région comprend un certain nombre d'espèces d'oiseaux de proie, renards, sangliers et même des loups dans la zone de montagne.

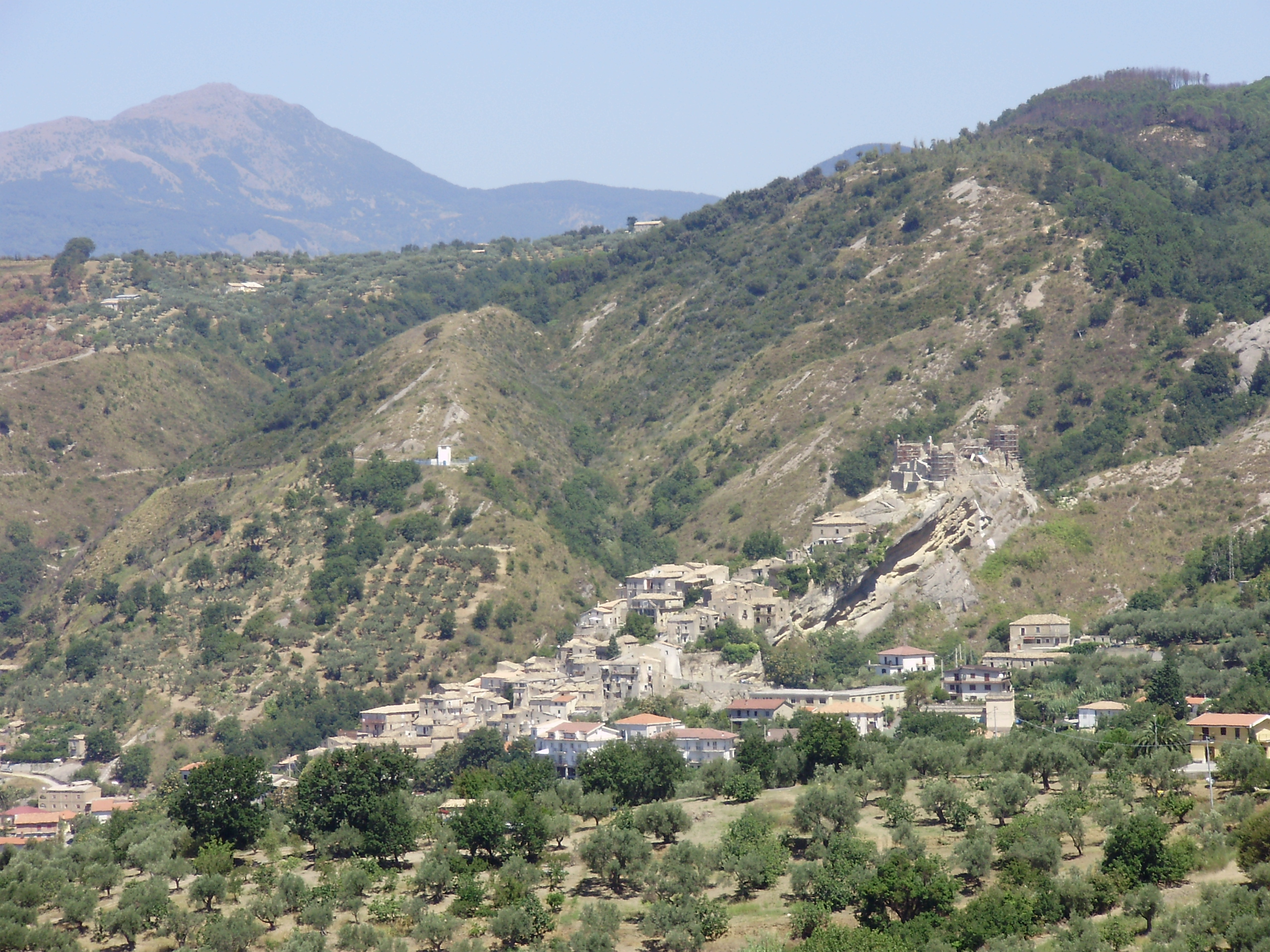

## Histoire
Pendant la guerre de Troie, au Xe siècle av. J.-C., la reine de la Pentasilea Amazones a été tué dans la bataille par Achille, « Cleta sa nourrice, qui l'aimait tendrement, en entendant les tristes nouvelles, sur un navire et accompagnés par une grande partie personnes ont quitté avec la pensée de leur donner une sépulture honorable. "Donc, Cleta, la servante d'Enée"», comme il était dans nos mers est tombé au sol et soit parce qu'il a trouvé dans l'impossibilité d'effectuer le pieux office, ou peut-être parce qu'elle aimait l'agrément du site a décidé de ne pas aller plus loin, s'arrête là et a construit la ville de son nom a été appelé Cletus "accomplissant ainsi la prophétie de Cassandre". La ville a grandi dans la population et les forces », de sorte que, au moment de la splendeur de la Grèce antique est allé à la guerre avec Croton (année 16 av. J.-C.). Le Croton, avec une armée, tué la reine, qui, avant de mourir, avait à exprimer le souhait que toutes les reines qui régnerait après, elle portait son nom, si « toutes les reines de la ville ont été déclarées Cleta ». Nell'Alessandra suppose que Caulone de Lycophron, fils de l'Cleta Amazon, est le fondateur de la ville de Caulonia.

## Patrimoine
Admission au centre par quatre ports: Port Pirillo sud, à l'ouest Forge porte, porte et portail Timpone Cafarone Est à Nord-ouest dans la soirée, les portes étaient verrouillées et gardées, et la s'isolava pays pour que le reste du territoire. Porte Pirillo ainsi nommé parce que la place en face et avait la forme d'une poire; Forge porte un autre carré où le "forgiari" travaillé de fer pour fabriquer des armes; Cafarone Port nommé d'après la personne qui exerce la surveillance des personnes qui est sorti et il est tombé; porte parce que près d'un précipice Timpone à partir de laquelle il était impossible de s'aventurer.

### Château de Cleto
Le château de Cletus Cletus a une origine ancienne. Les Normands construit le village sur les pentes du Monte Sant'Angelo au sommet de laquelle ils ont construit un château surplombant la vallée de la mer. Hit deux tours majestueuses du château cylindriques, le premier consacré à la défense, qui gardaient le pont-levis sur la gauche. L'intérieur d'un grand réservoir collecte des eaux pluviales qui pourrait être utilisé pour étancher la soif, tandis qu'un autre réservoir placé au-dessous du sol et couvert il pourrait tenir de nombreuses denrées alimentaires. L'autre tour a été divisé en deux destinés à la défense de la couronne, tandis que la chambre basse du baron. Dans les années quarante a été trouvé, scellée et murée dans la tour, où un rouleau sur la vie du château et de la puissance incontrôlée du baron qui, entre autres choses, avait le pouvoir de vie ou de mort de toute personne trouvée coupable de crimes de ou de haute trahison. Le décès est survenu à cause de suffocation que l'homme a condamné a été jeté dans le «loup» une grotte des centaines de pieds de profondeur et pas moyen de sortir, de sorte que si le condamné. Ne meurent pas de la chute était destiné à mourir de faim La vie était fervente et active dans le château, la baronne contrôlé filature et de tissage de lin et de soie vers qui se sont développées en détail dans le sous-sol du château pour l'abondance de "vignes, mûriers" de plus en plus le long des rives de la turbidité. En cas de catastrophes naturelles ou des maladies de la maladie ont été amenées au château ici et rester sous le contrôle de la baronne. La vie a passé dans le château interrompu parfois par la présence de musulmans qui les zones infestées où ils ont débarqué, les paysans ont quitté leurs maisons et ont fui vers le château, le remplissage de la vallée de leurs cris: «Dans le raide! à l'raide! Sonati le Campanien, ca ra est tombé aux mains des Turcs sur la mer ".

## Économie
L'économie repose sur le tourisme et la production agricole. Les principaux produits sont extravertgine huile d'olive, l'oignon rouge de Tropea et la production de saucisses.

## Fêtes, foires
Depuis 2005, l'événement a lieu chaque été avec Cletarte: expositions de thème l'art moderne, qui a vu la participation d'artistes provenant de diverses sources, soirées de genre musical différent - Jazz, Folk folklorique authentique calabraise, classiques (solo et quatuor à chaîne de caractères) et de l'Opéra; thème conférence historique, anthropologique et littéraire. La ville de Cleto est le cadre naturel de ces événements. En août 2011 a été la première édition de Cletofestival, événement culturel qui comprend 3 jours de concerts, d'expositions et de congrès, qui s'est réuni avec un grand succès populaire pour son "Essence", le thème du festival qui a eu lieu où, parmi les autres artistes qui ont participé était présent Baba Sissoko, l'origine ethnique musicien de renom. Compte tenu des résultats obtenus, l'association organisatrice du festival Place a lancé une série d'événements tout au long du reste de l'année qui visent à revitaliser le centre historique qui détient les traditions et les saveurs du passé.

### Hameaux
Savuto, Marina di Savuto, c/da Passamorrone, c/da Pianta, c/da Gioiosa

## Comment obtenir
Juste 28 km de l'aéroport de Lamezia Terme

### Communes limitrophes
Aiello Calabro, Amantea, Martirano Lombardo, Nocera Terinese, San Mango d'Aquino,  Serra d'Aiello